# W Motors

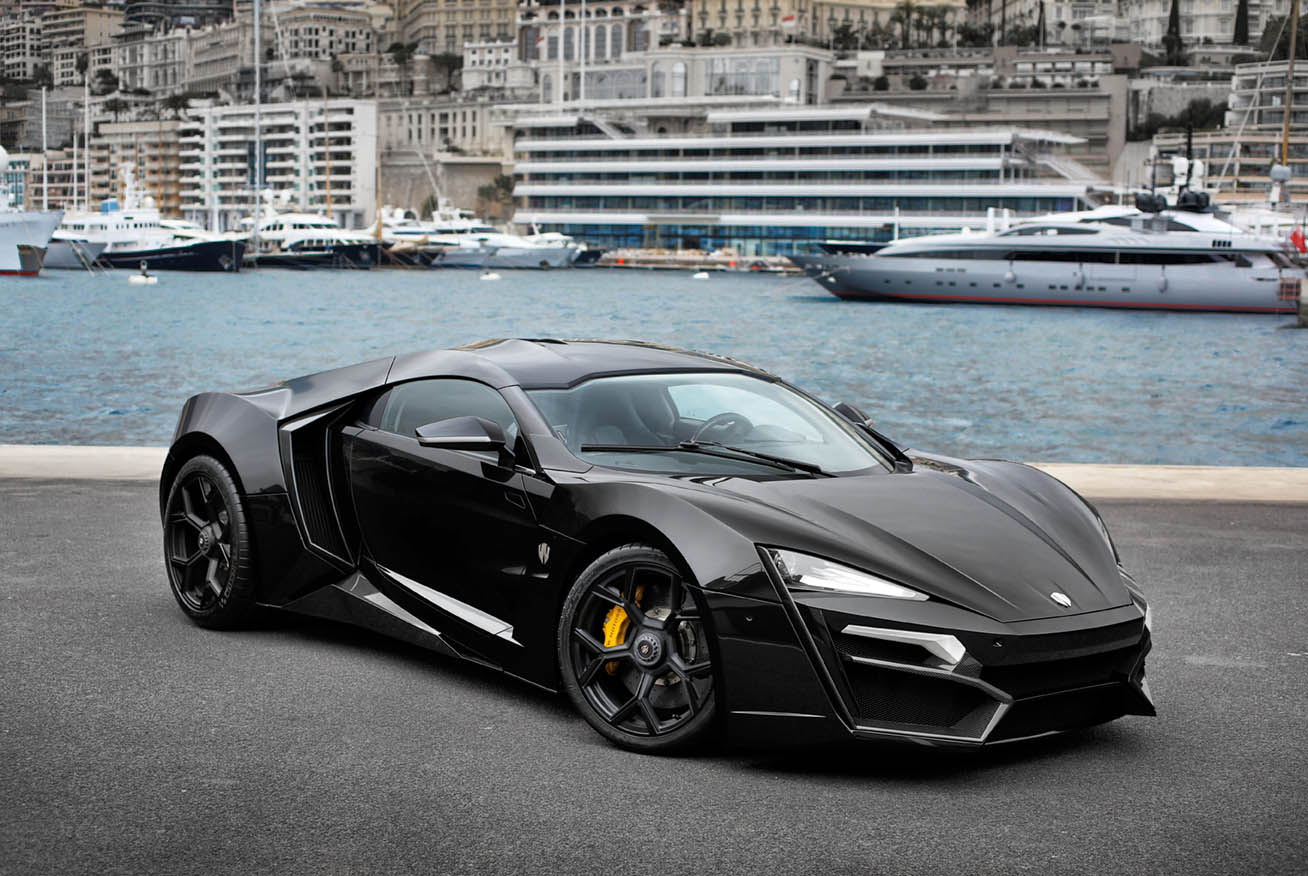
Lykan HyperSport (2013)

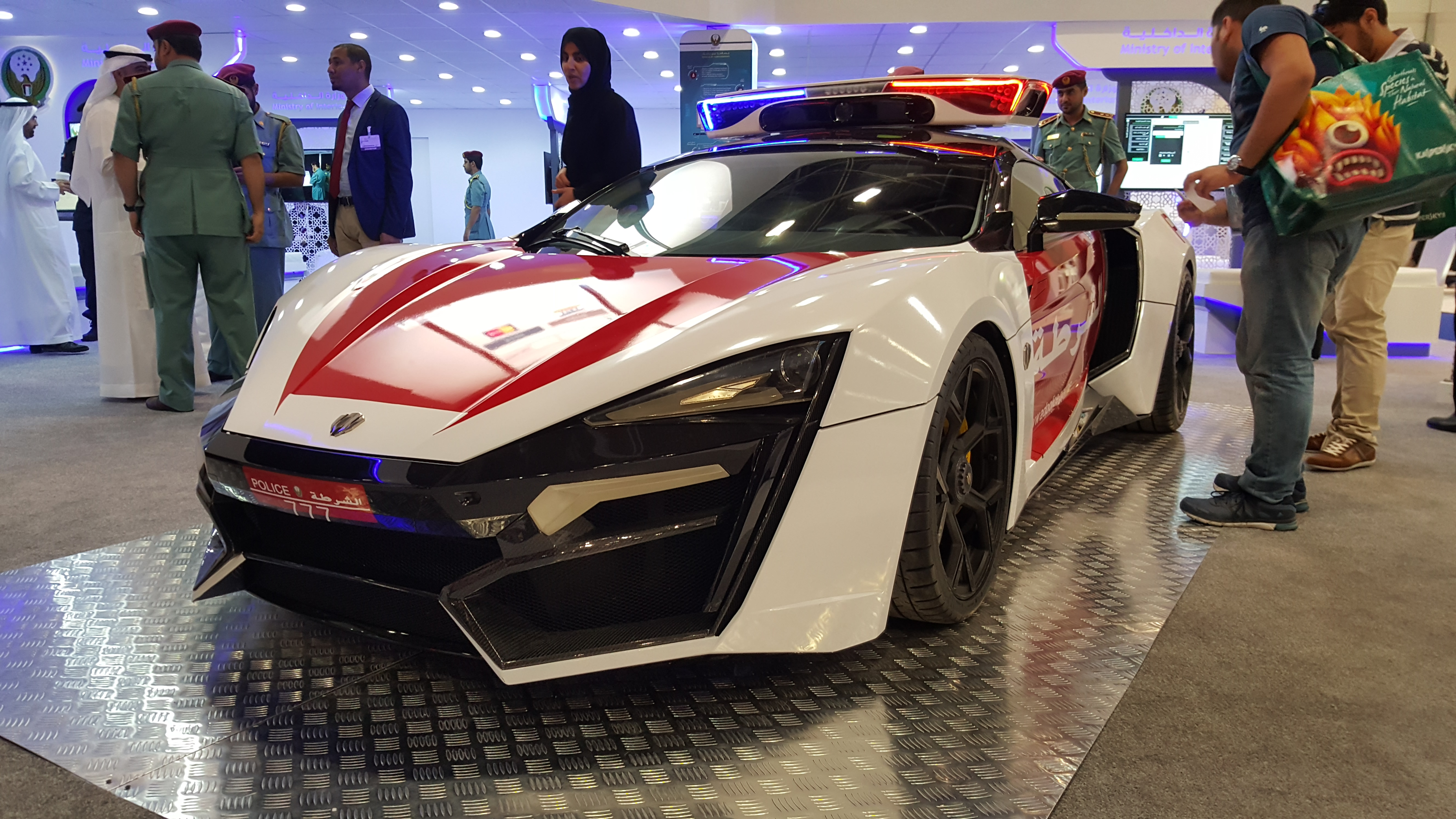
Policyjny Lykan HyperSport (2015)

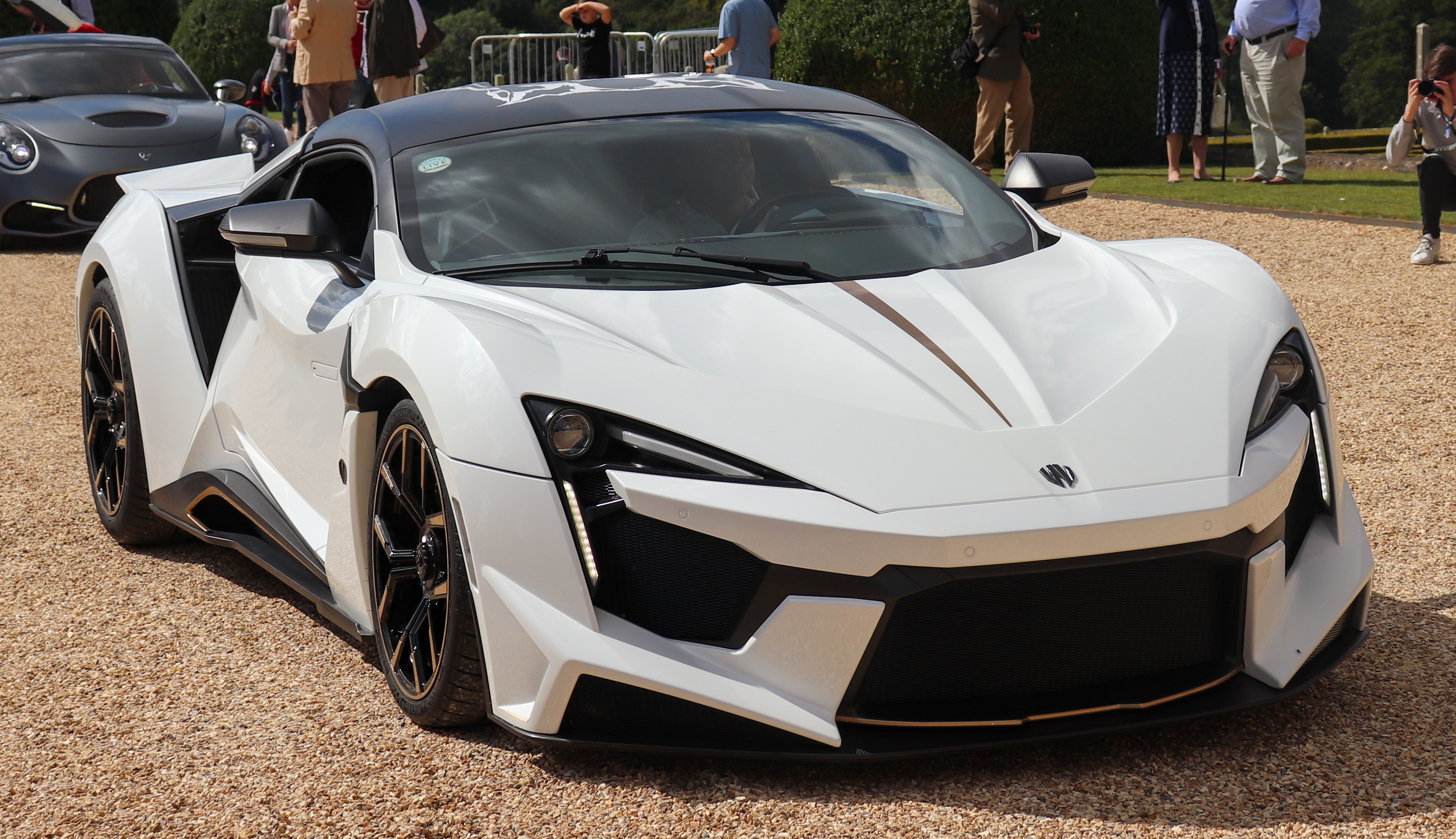
Fenyr SuperSport (2019)

W Motors – libańsko-emiracki producent supersamochodów, z siedzibą w Dubaju, działający od 2012 roku.

## Historia
Przedsiębiorstwo W Motors zostało założone w połowie 2012 roku przez pochodzącego z rodziny libańskich przemysłowców Ralpha Debbasa, który wcześniej pracował w zespołach projektowych m.in. Land Rovera i Aston Martina. Głównym inwestorem pozwalającym na dokonanie inauguracji przedsięwzięcia był libański FFA Private Bank, który stał się w ten sposób jednym z głównych udziałowców. Choć W Motors założono w rodzimym mieście Debbasa, libańskim Bejrucie, tak całość operacji firmy już w kolejnym roku w całości przeniesiono do Dubaju w Zjednoczonych Emiratach Arabskich. Pół roku po powstaniu, w styczniu 2013 W Motors zaprezentowało przedprodukcyjny egzemplarz swojego pierwszego produktu, supersamochodu Lykan HyperSport, a w pełni produkcyjny model zadebiutował niespełna rok później, w kwietniu 2014 roku. W realizacji przedsięwzięcia wsparcie technologiczne i inżynieryjne zapewnił niemiecki Ruf Automobile, jak i włoski oddział austriackiego przedsiębiorstwa wytwórczego Magna Steyr. To we Włoszech zakontraktowano także małoseryjną produkcję, rozpoczynając ją w 2014 roku w Turynie.
Jeszcze przed debiutem rynkowym, ważną kampanią promocyjną dla nowo powstałego przedsięwzięcia z kraju bez tradycji w branży motoryzacyjnej było nabycie 12 sztuk przed produentów amerykańskiego filmu Szybcy i wściekli 7. Jednym z egzemplarzy poruszał się główny bohater grany przez Vina Diesela, a sam Lykan był najdroższym samochodem kiedykolwiek wykorzystanym w serii „Szybcy i Wściekli”.
W marcu 2015 firma potwierdziła plany budowy własnej fabryki zajmującej się wytwarzaniem produktów W Motors lokalnie, w Dubaju, jednak przedsięwzięcie uległo w kolejnych latach opóźnieniom i doczekało się realizacji nie w 2016 jak pierwotnie zakładano, lecz 2022 roku. W międzyczasie, w listopadzie 2015 roku, zaprezentowano kolejną generację autorskiego supersamochodu firmy, następcę Lykana – model Fenyr SuperSport. Jego produkcja rozpoczęła się w kolejnym roku, tym razem jako kontraktora wybierając austriackie Magna Steyr z Graz. W kolejnych 3 latach W Motors przedstawiło trzy prototypy wskazujące na rozważanie wkroczenia do kolejnych segmentów: w 2019 elektrycznego vana Iconiq Model 7, w 2019 roku autonomiczny samochód Muse Level 7, a w 2022 – dużego luksusowego SUV-a dla dubajskiej policji, Ghiath Smart Patrol. W 2020 roku firma z kolei wyraziła chęć przejścia na wytwarzanie wyłącznie samochodów elektrycznych jeszcze w tej samej dekadzie.

## Modele samochodów

### Obecnie produkowane
- Fenyr SuperSport

### Historyczne
- Lykan HyperSport (2014–2018)

### Studyjne
- Iconiq Model 7 (2016)
- Muse Level 7 (2019)
- Ghiath Smart Patrol (2022)